# 爱德华多·门多萨·伽里加
爱德华多·门多萨·伽里加（西班牙語：Eduardo Mendoza Garriga，1943年1月11日—)，西班牙小说家。

## 生平
门多萨生于巴塞罗那，1960年代初期曾学习法律， 1973至1982年在纽约居住，为联合国当译员。1975年发表首部小说《萨沃达兵工厂一案的真相》。1986年发表的《奇迹之城》是其最受好评的作品，描绘1888至1929年间巴塞罗那的社会和城市革命。

## 荣誉
- 2010年10月获得行星小说奖
- 2015年获得卡夫卡奖[1]
- 2016年11月获得塞万提斯奖[2]